# 世にも奇妙な物語 雨の特別編 (2019年)
『世にも奇妙な物語 雨の特別編』（よにもきみょうなものがたり あめのとくべつへん）は、2019年6月8日にフジテレビの『土曜プレミアム』で放送された『世にも奇妙な物語』の特別編。世にも奇妙な物語シリーズ令和最初の作品。

## さかさま少女のためのピアノソナタ

### あらすじ
音楽大学に通う黒木聖はピアノ科に在籍しているが、コンクールで結果を見いだせずに苦しんでいた。しかも同期の吉野八重は誰もが羨むほどの才能を発揮し、聖は自分と比較するまでもないと落ち込んでしまう。そんなある日、普段通る道で見知らぬ古本屋でドイツの楽譜集を見つける。しかし、妙なことにその楽譜集には「絶対に弾いてはならない」と注意書きがされており、タイトルは「さかさま少女のためのピアノソナタ」と印字されていた。不安を覚えた聖ではあったが、どうしてもその曲が気になり弾いてしまう。するとそれまで聞こえていた音や周りの声が全く聞こえないという異常事態が発生した。

### キャスト
- 黒木聖 - 玉森裕太[3]
- 吉野八重 - 黒島結菜
- 野下 - 大内田悠平

### スタッフ
- 原作 - 北山猛邦 （講談社ノベルス 『千年図書館』所載）
- 脚本 - 皐月彩
- 編成企画 - 渡辺恒也、狩野雄太
- プロデュース - 小林宙、中村亮太
- 演出 - 岩田和行

## しらず森

### あらすじ
家族を顧みない夫に愛想をつかした長田遥子は、息子の尚之とともに実家に身を寄せていた。小学校の同窓会において、30年前に埋めたタイムカプセルを掘り起こしたのだが、遥子はそこに何を入れたのかを全く覚えていなかった。そんな最中、尚之とともに森に入った遥子だったが、突然尚之が行方不明になる。森に残されていたタイムカプセルをふいに開けてみたところ、そこには遥子には到底信じられないものが封入されていた。

### キャスト
- 長田遥子 - 吉田羊[4]
- 長田昭彦 - 長谷川朝晴
- 長田尚之 - 髙橋來
- 少女 - 平澤宏々路
- 遠野清美 - 広岡由里子
- 遠野武広 - 梨本謙次郎

### スタッフ
- 原作 - 乾緑郎 『しらず森』（集英社文庫『思い出は満たされないまま』所収）
- 脚本 - 守口悠介
- 編成企画 - 渡辺恒也、狩野雄太
- プロデュース - 小林宙、中村亮太
- 演出 - 小林義則

## 永遠のヒーロー

### あらすじ
改造人間技術を悪用する怪人を取り締まるために設置された怪人対策室でトップの検挙率を誇る大場博人だが、あまりの忙しさゆえに愛娘の亜希とはまともに会える日がなく、テレビ電話で会話をすることが何よりの喜びであり、安らぎでもあった。来年で定年を迎えるため、今度こそは娘とともに安らかに暮らせると思っていた矢先に、怪人からテロ予告が届く。

### キャスト
- 大場博人 - 郷ひろみ[5]
- 大場亜希 - 上白石萌音
- 室長 - 村杉蝉之介
- 桜井五郎 - 神尾佑
- 山本大介 - 森田甘路
- 小牧りさ - 木本夕貴
- 怪人の声、ナレーション - 山寺宏一

### スタッフ
- 脚本 - ブラジリィー・アン・山田
- 編成企画 - 渡辺恒也、狩野雄太
- プロデュース - 小林宙、中村亮太
- 演出 - 紙谷楓

## 人間の種

### あらすじ
3年もの付き合いがありながら、恋人である男性のプロポーズをなかなか受け止めることができない春田緑。そんな時にある店で「幸せの種」と呼ばれる不思議な植物を手に入れる。育てていくうちに土の中から何かが生えてきているのに気づき、掘ってみるとそこから現れたのは人間の頭だった。驚く緑を尻目に姿を見せたその人間の正体は希という名の少女であった。しかも彼女は緑の母親であると告げ、勝手に台所へ行き、料理まで作り始めてしまう。頭に植物が生えた少女と緑との何とも不思議な生活が始まろうとしていた。

### キャスト
- 春田緑 - 木村文乃[6]

春田希 - 6歳：粟野咲莉、15歳：山田杏奈、31歳：岡本玲
- 遠藤太一 - 笠原秀幸
- 玲子 - 沢井美優

### スタッフ
- 脚本 - 嶋田うれ葉
- 原案 - 山崎亮
- 編成企画 - 渡辺恒也、狩野雄太
- プロデュース - 小林宙、中村亮太
- 演出 - 河野圭太

## 大根侍

### あらすじ
高校のバスケットボールでマネージャーをしている立川樹は、憧れの先輩である萩山翔にブリ大根を作るために大根を購入した袋を下げて戻ろうとしていた。そんな時、腰に大根をぶら下げた奇妙な男と鉢合わせになる。すると突然、その男は大根を振りかざして樹に襲いかかってきた。何とか間一髪交わした樹ではあったが、男から決闘は1カ月後にするという摩訶不思議なメッセージを受け取る。しかももし逃げたなら、翔の命はないと脅して立ち去る。頭が混乱する樹にある老人が弟子になり修行しないかと持ちかける。状況が上手く掴めないまま、樹はその老人のところで修行を始めることになった。

### キャスト
- 立川樹 - 浜辺美波[7]
- 男 - 小手伸也
- 萩山翔 - 井上瑞稀（HiHi Jets / ジャニーズJr.）[7]
- 老人 - 久保酎吉

### スタッフ
- 原作 - 田丸雅智 『大根侍』（出版芸術社 『夢巻』所載）
- 脚本 - 向田邦彦
- 編成企画 - 渡辺恒也、狩野雄太
- プロデュース - 小林宙、中村亮太
- 演出 - 植田泰史

## ストーリーテラー

### キャスト
- ストーリーテラー - タモリ
- 男 - 佐藤二朗

### スタッフ
- 脚本 - 向田邦彦
- 編成企画 - 渡辺恒也、狩野雄太
- プロデュース - 小林宙、中村亮太
- 演出 - 小椋久雄